# Lukáš Barták
Lukáš Barták (* 25. listopadu 1983) je slovenský reprezentant v orientačním běhu. Jeho největším úspěchem je 4. místo ve sprintu na Mistrovství světa v roce 2008 v Olomouci a 4. místo na juniorském mistrovství v roce 2003. V současnosti běhá za norský klub Halden SK a slovenský klub Kobra Bratislava.

## Sportovní kariéra

### Umístění na MČR
| Umístění na Mistrovství České republiky v orientačním běhu | Umístění na Mistrovství České republiky v orientačním běhu | Umístění na Mistrovství České republiky v orientačním běhu | Umístění na Mistrovství České republiky v orientačním běhu | Umístění na Mistrovství České republiky v orientačním běhu | Umístění na Mistrovství České republiky v orientačním běhu | Umístění na Mistrovství České republiky v orientačním běhu |
| Ročník                                                     | Kategorie                                                  | Klasická trať                                              | Krátká trať                                                | Sprint                                                     | Dlouhá trať                                                | Noční                                                      |
| ---------------------------------------------------------- | ---------------------------------------------------------- | ---------------------------------------------------------- | ---------------------------------------------------------- | ---------------------------------------------------------- | ---------------------------------------------------------- | ---------------------------------------------------------- |
| MČR 2001                                                   | H18 – starší dorostenci                                    | 25. místo                                                  |                                                            |                                                            |                                                            |                                                            |
| MČR 2002                                                   | H20 – junioři                                              |                                                            |                                                            | 2. místo                                                   |                                                            |                                                            |
| MČR 2003                                                   | H20 – junioři                                              | 5. místo                                                   |                                                            |                                                            |                                                            |                                                            |
| MČR 2005                                                   | H21 – muži                                                 |                                                            | 57. místo                                                  |                                                            |                                                            |                                                            |
| MČR 2007                                                   | H21 – muži                                                 | 20. místo                                                  | 3. místo                                                   | 7. místo                                                   |                                                            |                                                            |
| MČR 2008                                                   | H21 – muži                                                 | 4. místo                                                   | 3. místo                                                   | 9. místo                                                   |                                                            |                                                            |
| MČR 2009                                                   | H21 – muži                                                 | 4. místo                                                   |                                                            |                                                            |                                                            |                                                            |
| MČR 2010                                                   | H21 – muži                                                 |                                                            |                                                            | 3. místo                                                   |                                                            |                                                            |